# 50 mét
50 mét là một nội dung chạy nước rút trong điền kinh. Đây là một nội dung chạy ít phổ biến và chủ yếu có mặt trong chương trình thi đấu điền kinh trong nhà. Tại các giải đấu trong nhà, các vận động viên chạy 100 mét ngoài trời là các vận động viên thường chiếm ưu thế. Nội dung 50m ngoài trời góp mặt trong Special Olympics và hiếm khi được tổ chức ở cấp độ chuyên nghiệp. Đây là cự ly chạy thay thế cho cự ly 60 mét. Cự ly 50 mét tương đương với 54,68 yard trong hệ đo lường Anh.
Các kỷ lục và thành tích cá nhân trong nội dung 50 mét thường được thiết lập trong tháng 2 và tháng 3 vì trùng với mùa giải đièn kinh trong nhà.

## Top 25 mọi thời đại
Chỉ tính kết quả trong nhà

+ = Một phần của một cự ly dài hơn

A = bị ảnh hưởng bởi độ cao

### Nam
- Tính tới tháng 1 năm 2017.[1]

| XH | Thời gian  | Vận động viên           | Quốc tịch          | Ngày                | Địa điểm           |
| -- | ---------- | ----------------------- | ------------------ | ------------------- | ------------------ |
| 1  | 5,56 A [B] | Donovan Bailey          | Canada             | 9 tháng 2 năm 1996  | Reno               |
| 1  | 5,56 A [B] | Maurice Greene          | Hoa Kỳ             | 13 tháng 2 năm 1999 | Los Angeles        |
| 3  | 5,58+      | Leonard Scott           | Hoa Kỳ             | 26 tháng 2 năm 2005 | Liévin             |
| 4  | 5,61       | Manfred Kokot           | Đông Đức           | 4 tháng 2 năm 1973  | Berlin             |
| 4  | 5,61       | James Sanford           | Hoa Kỳ             | 20 tháng 2 năm 1981 | San Diego          |
| 4  | 5,61+      | Michael Green           | Jamaica            | 16 tháng 2 năm 1997 | Liévin             |
| 4  | 5,61+      | Deji Aliu               | Nigeria            | 21 tháng 2 năm 1999 | Liévin             |
| 4  | 5,61+      | Jason Gardener          | Anh Quốc           | 16 tháng 2 năm 2000 | Madrid             |
| 4  | 5,61+      | Freddy Mayola           | Cuba               | 16 tháng 2 năm 2000 | Madrid             |
| 10 | 5,62       | Emmit King              | Hoa Kỳ             | 5 tháng 3 năm 1986  | Kobe               |
| 10 | 5,62       | Andre Cason             | Hoa Kỳ             | 15 tháng 2 năm 1992 | Los Angeles        |
| 10 | 5,62+      | Eric Nkansah            | Ghana              | 21 tháng 2 năm 1992 | Liévin             |
| 10 | 5,62+      | Morne Nagel             | Nam Phi            | 24 tháng 2 năm 2002 | Liévin             |
| 14 | 5,63 A     | Henry Neal              | Hoa Kỳ             | 10 tháng 2 năm 1995 | Reno               |
| 14 | 5,63       | Stanley Floyd           | Hoa Kỳ             | 20 tháng 2 năm 1981 | San Diego          |
| 14 | 5,63       | Jon Drummond            | Hoa Kỳ             | 13 tháng 2 năm 1999 | Los Angeles        |
| 14 | 5,63+      | Lerone Clarke           | Jamaica            | 24 tháng 2 năm 2012 | Liévin             |
| 18 | 5,64       | Davidson Ezinwa         | Nigeria            | 15 tháng 2 năm 1982 | Los Angeles        |
| 18 | 5,64       | Aleksandr Porkhomovskiy | Nga                | 4 tháng 2 năm 1994  | Moskva             |
| 18 | 5,64       | Bruny Surin             | Canada             | 27 tháng 1 năm 1995 | Moskva             |
| 18 | 5,64       | Gerald Williams         | Hoa Kỳ             | 19 tháng 2 năm 2000 | Los Angeles        |
| 18 | 5,64       | Jeff Laynes             | Hoa Kỳ             | 20 tháng 1 năm 2001 | Los Angeles        |
| 18 | 5,64       | Asafa Powell            | Jamaica            | 28 tháng 1 năm 2012 | Thành phố New York |
| 18 | 5,64+      | Donovan Powell          | Jamaica            | 21 tháng 2 năm 1999 | Liévin             |
| 18 | 5,64+      | Leonard Myles-Mills     | Ghana              | 13 tháng 2 năm 2000 | Liévin             |
| 18 | 5,64+      | Ato Boldon              | Trinidad và Tobago | 16 tháng 2 năm 2000 | Madrid             |
| 18 | 5,64+      | Tim Harden              | Hoa Kỳ             | 16 tháng 2 năm 2000 | Madrid             |

- B Ben Johnson của Canada chạy hết 5,55 giây tại Ottawa, Canada vào ngày 31 tháng 1 năm 1987, nhưng bị hủy kết quả sau khi Johnson thừa nhận sử dụng chất kích thích từ năm 1981 tới 1988.

#### Thành tích ngoài trời tốt nhất
+ = một phần của chạy 100m
| Thời gian | Gió (m/s) | Tên        | Quốc tịch | Ngày                | Địa điểm | Nguồn |
| --------- | --------- | ---------- | --------- | ------------------- | -------- | ----- |
| 5,47+     | +0,9      | Usain Bolt | Jamaica   | 16 tháng 8 năm 2009 | Berlin   | [ 2 ] |

### Nữ
- TÍnh tới tháng 1 năm 2017.[3]

| XH | Thời gian | Vận động viên           | Quốc tịch                | Ngày                | Địa điểm           |
| -- | --------- | ----------------------- | ------------------------ | ------------------- | ------------------ |
| 1  | 5,96+     | Irina Privalova         | Nga                      | 9 tháng 2 năm 1995  | Madrid             |
| 2  | 6,00      | Merlene Ottey           | Jamaica                  | 4 tháng 2 năm 1994  | Moskva             |
| 3  | 6,02+     | Gail Devers             | Hoa Kỳ                   | 21 tháng 2 năm 1999 | Liévin             |
| 4  | 6,04+     | Chioma Ajunwa           | Nigeria                  | 22 tháng 2 năm 1998 | Liévin             |
| 5  | 6,05+     | Savatheda Fynes         | Bahamas                  | 13 tháng 2 năm 2000 | Liévin             |
| 5  | 6,05+     | Philomena Mensah        | Canada                   | 13 tháng 2 năm 2000 | Liévin             |
| 7  | 6,07 A    | Gwen Torrence           | Hoa Kỳ                   | 9 tháng 2 năm 1996  | Reno               |
| 8  | 6,08+     | Christy Opara-Thompson  | Nigeria                  | 16 tháng 2 năm 1997 | Liévin             |
| 8  | 6,08      | Veronica Campbell-Brown | Jamaica                  | 28 tháng 1 năm 2012 | Thành phố New York |
| 10 | 6,09      | Zhanna Block            | Ukraina                  | 2 tháng 2 năm 1993  | Moskva             |
| 11 | 6,11      | Marita Koch             | Đông Đức                 | 2 tháng 2 năm 1980  | Grenoble           |
| 11 | 6,11+     | Liliana Allen           | México                   | 13 tháng 2 năm 2000 | Liévin             |
| 11 | 6,11+     | Christine Arron         | Pháp                     | 26 tháng 2 năm 2006 | Aubière            |
| 14 | 6,12      | Marlies Göhr            | Đông Đức                 | 2 tháng 2 năm 1980  | Grenoble           |
| 14 | 6,12      | Silke Möller            | Đông Đức                 | 19 tháng 2 năm 1988 | Berlin             |
| 14 | 6,12      | Anelia Nuneva           | Bulgaria                 | 27 tháng 1 năm 1995 | Moskva             |
| 17 | 6,13      | Jeanette Bolden         | Hoa Kỳ                   | 21 tháng 2 năm 1981 | Edmonton           |
| 17 | 6,13      | Michelle Finn-Burrell   | Hoa Kỳ                   | 15 tháng 2 năm 1992 | Los Angeles        |
| 17 | 6,13      | Natalya Merzlyakova     | Nga                      | 4 tháng 2 năm 1994  | Moskva             |
| 17 | 6,13      | Ekaterina Grigorieva    | Nga                      | 4 tháng 2 năm 1994  | Moskva             |
| 17 | 6,13+     | Mercy Nku               | Nigeria                  | 25 tháng 2 năm 2001 | Liévin             |
| 22 | 6,14+     | Frédérique Bangué       | Pháp                     | 16 tháng 2 năm 1997 | Liévin             |
| 22 | 6,14+     | Petya Pendareva         | Bulgaria                 | 21 tháng 2 năm 1999 | Liévin             |
| 22 | 6,14+     | Muriel Hurtis           | Pháp                     | 23 tháng 2 năm 2003 | Liévin             |
| 22 | 6,14+     | LaVerne Jones-Ferrette  | Quần đảo Virgin thuộc Mỹ | 24 tháng 2 năm 2012 | Liévin             |

Ghi chú: Angella Issajenko của Canada đạt kỷ lục thế giới với thời gian 6,06 ở Ottawa ngày 13 tháng 1 năm 1987. Tuy nhiên kết quả này bị hủy sau khi Issajenko thừa nhận sử dụng thuốc trong một thời gian dài vào năm 1989.

#### Thánh tích ngoài trời tốt nhất
+ = Một phần thuộc cuộc chạy 100m
| Thời gian | Gió (m/s) | Tên          | Quốc tịch | Ngày                | Địa điểm | Nguồn |
| --------- | --------- | ------------ | --------- | ------------------- | -------- | ----- |
| 5,93+     | −0,1      | Marion Jones | Hoa Kỳ    | 22 tháng 8 năm 1999 | Sevilla  |       |